# 돈 영
도널드 에드윈 영(영어: Donald Edwin Young, 1933년 6월 9일~2022년 3월 18일)은 미국의 교육자 출신 정치인이다. 1973년부터 2022년까지 49년여를 하원 의원(알래스카 광역구)으로 재직하였다.
미국 캘리포니아주 서터군에서 1933년 6월 9일에 출생하였다. 1952년에 유바 대학교에서 전문학사 학위를, 1958년에 캘리포니아 치코 주립대학교에서 학사 학위를 취득하였다. 미국 육군에서 1955년부터 1957년까지 2년동안 군 복무를 하였다. 1959년 미국 알래스카주 포르 유콘 지역 작은 마을로 이사를 하였다.
1964년 유콘 시장 선출되면서 정치 경력을 시작하였다. 유콘 시장으로 1967년까지 재직하였고, 이후 알래스카하원 하원의원(1967~1971)과 알래스카상원 상원의원(1971~1973)을 지냈다. 1972년 11월 연방 하원 의원 선거에 공화당 후보로 나섰으나, 선거 직전 행방불명된 민주당 닉 베기치에 밀리며 낙선하였다.
이후 관련 절차를 거쳐 1973년 3월 6일 실시된 연방 하원의원(알래스카 광역구) 선출을 위한 특별 선거에서 돈 영은 35,044표 득표율 51.41 %를 얻으며 당선되었다. 33,123 표를 얻은 민주당 에밀 노티(Emil Notti, 득표율 48.59 %) 후보에 2.82 %p 앞섰다. 이후 돈 영은 재선을 거듭하며 2022년 3월 18일 숨질 때까지 49년 이상 하원의원으로 재직하였다.

## 역대 선거 결과
| 선거명        | 직책명                         | 대수  | 정당   | 득표율 | 득표수    | 결과 | 당락                     |
| ------------- | ------------------------------ | ----- | ------ | ------ | --------- | ---- | ------------------------ |
| 1964년 선거   | 하원의원 (알래스카 제16선거구) | 4대   | 공화당 | 6.59%  | 4,691표   | 10위 | 낙선                     |
| 1966년 선거   | 하원의원 (알래스카 제16선거구) | 5대   | 공화당 | 8.28%  | 5,287표   | 3위  | 알래스카 주의원 당선     |
| 1968년 선거   | 하원의원 (알래스카 제16선거구) | 6대   | 공화당 | 9.28%  | 7,349표   | 1위  | 알래스카주 의원 당선     |
| 1970년 선거   | 상원의원 (알래스카 제I선거구)  | 7대   | 공화당 | 29.31% | 7,051표   | 2위  | 알래스카주 의원 당선     |
| 1972년 선거   | 하원의원(알래스카 광역선거구)  | 93대  | 공화당 | 43.76% | 41,750표  | 2위  | 낙선                     |
| 1973년 재선거 | 하원의원(알래스카 광역선거구)  | 93대  | 공화당 | 51.41% | 35,044표  | 1위  | 알래스카주 하원의원 당선 |
| 1974년 선거   | 하원의원(알래스카 광역선거구)  | 94대  | 공화당 | 53.84% | 51,641표  | 1위  | 알래스카주 하원의원 당선 |
| 1976년 선거   | 하원의원(알래스카 광역선거구)  | 95대  | 공화당 | 71.00% | 83,722표  | 1위  | 알래스카주 하원의원 당선 |
| 1978년 선거   | 하원의원(알래스카 광역선거구)  | 96대  | 공화당 | 55.41% | 68,811표  | 1위  | 알래스카주 하원의원 당선 |
| 1980년 선거   | 하원의원(알래스카 광역선거구)  | 97대  | 공화당 | 73.79% | 114,089표 | 1위  | 알래스카주 하원의원 당선 |
| 1982년 선거   | 하원의원(알래스카 광역선거구)  | 98대  | 공화당 | 70.84% | 128,274표 | 1위  | 알래스카주 하원의원 당선 |
| 1984년 선거   | 하원의원(알래스카 광역선거구)  | 99대  | 공화당 | 55.02% | 113,582표 | 1위  | 알래스카주 하원의원 당선 |
| 1986년 선거   | 하원의원(알래스카 광역선거구)  | 100대 | 공화당 | 56.47% | 101,799표 | 1위  | 알래스카주 하원의원 당선 |
| 1988년 선거   | 하원의원(알래스카 광역선거구)  | 101대 | 공화당 | 62.50% | 120,595표 | 1위  | 알래스카주 하원의원 당선 |
| 1990년 선거   | 하원의원(알래스카 광역선거구)  | 102대 | 공화당 | 51.66% | 99,003표  | 1위  | 알래스카주 하원의원 당선 |
| 1992년 선거   | 하원의원(알래스카 광역선거구)  | 103대 | 공화당 | 46.78% | 111,849표 | 1위  | 알래스카주 하원의원 당선 |
| 1994년 선거   | 하원의원(알래스카 광역선거구)  | 104대 | 공화당 | 56.92% | 118,537표 | 1위  | 알래스카주 하원의원 당선 |
| 1996년 선거   | 하원의원(알래스카 광역선거구)  | 105대 | 공화당 | 59.41% | 138,834표 | 1위  | 알래스카주 하원의원 당선 |
| 1998년 선거   | 하원의원(알래스카 광역선거구)  | 106대 | 공화당 | 62.55% | 139,676표 | 1위  | 알래스카주 하원의원 당선 |
| 2000년 선거   | 하원의원(알래스카 광역선거구)  | 107대 | 공화당 | 69.56% | 190,862표 | 1위  | 알래스카주 하원의원 당선 |
| 2002년 선거   | 하원의원(알래스카 광역선거구)  | 108대 | 공화당 | 74.66% | 169,685표 | 1위  | 알래스카주 하원의원 당선 |
| 2004년 선거   | 하원의원(알래스카 광역선거구)  | 109대 | 공화당 | 71.34% | 213,216표 | 1위  | 알래스카주 하원의원 당선 |
| 2006년 선거   | 하원의원(알래스카 광역선거구)  | 110대 | 공화당 | 56.57% | 132,743표 | 1위  | 알래스카주 하원의원 당선 |
| 2008년 선거   | 하원의원(알래스카 광역선거구)  | 111대 | 공화당 | 50.14% | 158,939표 | 1위  | 알래스카주 하원의원 당선 |
| 2010년 선거   | 하원의원(알래스카 광역선거구)  | 112대 | 공화당 | 68.96% | 175,384표 | 1위  | 알래스카주 하원의원 당선 |
| 2012년 선거   | 하원의원(알래스카 광역선거구)  | 113대 | 공화당 | 63.94% | 185,296표 | 1위  | 알래스카주 하원의원 당선 |
| 2014년 선거   | 하원의원(알래스카 광역선거구)  | 114대 | 공화당 | 50.97% | 142,572표 | 1위  | 알래스카주 하원의원 당선 |
| 2016년 선거   | 하원의원(알래스카 광역선거구)  | 115대 | 공화당 | 50.32% | 155,088표 | 1위  | 알래스카주 하원의원 당선 |
| 2018년 선거   | 하원의원(알래스카 광역선거구)  | 116대 | 공화당 | 53.08% | 149,779표 | 1위  | 알래스카주 하원의원 당선 |
| 2020년 선거   | 하원의원(알래스카 광역선거구)  | 117대 | 공화당 | 54.40% | 192,126표 | 1위  | 알래스카주 하원의원 당선 |

## 같이 보기
- 리처드 닉슨
- 제럴드 포드
- 로널드 레이건
- 조지 H. W. 부시
- 도널드 트럼프
- 조 바이든